# Sebastapistes fowleri
Sebastapistes fowleri är en fiskart som först beskrevs av Pietschmann, 1934.  Sebastapistes fowleri ingår i släktet Sebastapistes och familjen Scorpaenidae. Inga underarter finns listade i Catalogue of Life.